# Hymenocardia
Genre
Hymenocardia est un genre de plantes à fleurs de la famille des Phyllanthaceae.

## Liste des espèces et variétés
Selon Catalogue of Life (13 août 2017) :
- Hymenocardia acida Tul.
- Hymenocardia heudelotii Planch. ex Müll.Arg.
- Hymenocardia lyrata Tul.
- Hymenocardia punctata Wall. ex Lindl.
- Hymenocardia ripicola J.Léonard
- Hymenocardia ulmoides Oliv.

Selon World Checklist of Selected Plant Families (WCSP) (13 août 2017) :
- Hymenocardia acida Tul., Ann. Sci. Nat., Bot., sér. 3 (1851)
- Hymenocardia heudelotii Planch. ex Müll.Arg. (1864)
  - variété Hymenocardia heudelotii var. chevalieri (Beille) J.Léonard (1963)
  - variété Hymenocardia heudelotii var. heudelotii
- Hymenocardia lyrata Tul., Ann. Sci. Nat., Bot., sér. 3 (1851)
- Hymenocardia punctata Wall. ex Lindl., Intr. Nat. Syst. Bot. (1836)
- Hymenocardia ripicola J.Léonard (1963)
- Hymenocardia ulmoides Oliv. (1873)

Selon NCBI (13 août 2017) :
- Hymenocardia acida
- Hymenocardia punctata
- Hymenocardia ulmoides

Selon The Plant List (13 août 2017) :
- Hymenocardia acida Tul.
- Hymenocardia heudelotii Planch. ex Müll.Arg.
- Hymenocardia lyrata Tul.
- Hymenocardia punctata Wall. ex Lindl.
- Hymenocardia ripicola J.Léonard
- Hymenocardia ulmoides Oliv.

Selon Tropicos (13 août 2017) (Attention liste brute contenant possiblement des synonymes) :
- Hymenocardia acida Tul.
- Hymenocardia beillei A. Chev. ex Hutch. & Dalziel
- Hymenocardia capensis (Pax) Hutch.
- Hymenocardia chevalieri Beille
- Hymenocardia grandis Hutch.
- Hymenocardia granulata Beille
- Hymenocardia guineensis Beille
- Hymenocardia heudelotii Planch. ex Müll. Arg.
- Hymenocardia intermedia Dinkl. ex Mildbr.
- Hymenocardia lanceolata Beille
- Hymenocardia laotica Gagnep.
- Hymenocardia lasiophylla Pax
- Hymenocardia lyrata Tul.
- Hymenocardia mollis Pax
- Hymenocardia obovata A. Chev. & Beille ex Beille
- Hymenocardia plicata (Müll. Arg.) Kurz
- Hymenocardia poggei Pax
- Hymenocardia punctata Wall. ex Lindl.
- Hymenocardia ripicola J. Léonard
- Hymenocardia similis Pax & K. Hoffm.
- Hymenocardia ulmoides
- Hymenocardia wallichii Tul.